# Hans-Rudolf Hodel
Hans-Rudolf Hodel (* 1953 in Bern, heimatberechtigt in Bern BE und Emmen LU) ist ein ehemaliger Schweizer Diplomat.

## Leben
Hans-Rudolf Hodel studierte von 1972 bis 1979 Volkswirtschaftslehre und Staatswissenschaften an der Universität St. Gallen und schloss seine Studien mit Lizenziat in Staatswissenschaften ab. 1980 wurde er an der Universität St. Gallen in Wirtschaftswissenschaften promoviert.
Ab 1981 war Hodel für das Eidgenössische Departement für auswärtige Angelegenheiten (EDA) tätig. Die diplomatische Ausbildung (Stage) absolvierte er in Bern, Genf und Ankara. Von 1983 bis 1988 war er Mitarbeiter im Finanz- und Wirtschaftsdienst im EDA. Von 1988 bis 1992 war er als Botschaftsrat für Finanzen, Wirtschaft und Handel bei der Botschaft in Tokio eingesetzt. Anschliessend vertrat er von 1992 bis 1996 die Schweiz als Bevollmächtigter Minister bei den Internationalen Organisationen in Wien und war von 1996 bis 2000 in Bern Leiter der Personalabteilung des EDA. Seinen nächsten Auslandeinsatz absolvierte er erneut als Minister und als erster Mitarbeiter von Botschafter Alexis Lautenberg in Rom von 2000 bis 2006.
Im Jahr 2006 wurde er als Nachfolger von Jean-Pierre Villard zum Botschafter in Kinshasa (Demokratische Republik Kongo) ernannt und war mitakkreditiert in der Republik Kongo, in der Zentralafrikanischen Republik, in Gabun und in São Tomé e Príncipe. 2008 wurde er dort von Linus von Castelmur abgelöst und als Nachfolger von Gabriela Nützi nach San José (Costa Rica) mit Mitakkreditierungen in Nicaragua und Panama versetzt. 2012 wurde er von Yasmine Chatila Zwahlen ersetzt und als Nachfolger von Andreas Baum Botschafter in Abuja (Nigeria) mit gleichzeitiger Zuständigkeit für Niger und Tschad sowie als Vertreter bei der Westafrikanischen Wirtschaftsgemeinschaft eingesetzt. In Abuja wurde er 2015 von Eric Mayoraz abgelöst. Seinen letzten diplomatischen Posten bekleidete er von 2015 bis zu seiner Pensionierung am 30. April 2018 als Botschafter in Athen.
Seit 2018 lebt Hodel in Sardinien. Für seine Verdienste für die italienischsprachige Kultur ernannte ihn der italienische Staatspräsident Sergio Mattarella am 24. Mai 2019 zum Offizier des Ordens des Sterns von Italien.